# توماس هايز (سياسي)
توماس هايز (بالإنجليزية: Thomas Hayes)‏ هو سياسي أمريكي، ولد في 1820، وتوفي في 23 يونيو 1868. حزبياً، نشط في الحزب الديمقراطي.